# Synagoge Hagen im Bremischen
Die Synagoge in Hagen im Bremischen bestand von 1861 bis 1938 nahe des Blumenwegs in Hagen im Bremischen hinter der heutigen Jugendhilfestation.

## Geschichte
Die jüdische Gemeinde von Hagen im Bremischen ließ die Synagoge im Jahr 1861 errichten. Der Bau wurde durch die Stiftung eines Gemeindemitglieds ermöglicht.

### Zerstörung
In der Nacht von den 9. auf den 10. November 1938, im Zusammenhang mit den reichsweiten Novemberpogromen, wurde die Synagoge von auswärtigen SS-Leuten in Brand gesetzt. Die Feuerwehr wurde gerufen, löschte das Gebäude jedoch nicht, so dass es bis auf die Grundmauern niederbrannte. Reste der Außenmauern wurden in der Folge von Hagener Bürgern genutzt, um damit Neubauten zu errichten.

## Baubeschreibung
Das Gebäude war ein eingeschossiger Backsteinbau mit einer Länge von 12 Metern und einer Breite von 9 Metern.
Die einschiffige Synagoge hatte ein Satteldach, das mit Ziegeln gedeckt war. Ein Schornstein befand sich auf der nördlichen Seite des Daches. An den Längsseiten waren mehrere spitzbogige Fenster vorhanden, zum Eingang hin zwei kleinere Rundbogenfenster. An der Westseite befanden sich eine rundbogige Eingangstür. Über dem Eingang war eine Tafel mit einer Inschrift angebracht. Die Decken und Wände waren blau bemalt und mit goldenen Sternen verziert. Die Sitzplätze waren in zwei getrennten Reihen für Männer und Frauen angeordnet, mit insgesamt 50 Plätzen. Im östlichen Teil der Synagoge befand sich die Bima, vor dem Toraschrein. Die Besucher blickten während des Gottesdienst also nach Osten.

## Gedenken
Seit 1982 erinnert ein Gedenkstein an der Martin-Luther-Kirche an die Zerstörung der Synagoge.